# Ținutul Tiraspol
Ținutul Tiraspol (în rusă Тираспольский уезд) a fost o unitate administrativ-teritorială (uezd) din gubernia Herson a Imperiului Rus, constituită în 1803. Centrul administrativ al ținutului a fost orașul Tiraspol. Populația ținutului era de 240.145 locuitori (în 1897).

## Istorie
În cadrul Imperiului Rus ținutul a fost afiliat la următoarele unități administrative:
- 1795–1797 în componența guvernoratului Voznesensk;
- 1797–1802 — gubernia Novorossia;
- 8 octombrie 1802–15 mai 1803 — gubernia Nikolaev;
- 1803–1920 — gubernia Herson (redenumită din g. Nikolaev);
- 1920–1923 — gubernia Odesa.

În 1923 ținutul este lichidat și constituit districtul Odesa⁠(ru)[traduceți].

## Geografie
Ținutul Tiraspol ocupa o suprafață de 5.906 km² (6.301 verste). În extremitatea nord-estică se mărginea cu ținutul Balta din gubernia Podolia, la vest ajungea la Nistru, respectiv, ținuturile Bender/Tighina și Orhei din gubernia Basarabia, la sud se învecina cu ținutul Odesa, iar în nord și nord-est cu ținutul Ananiev.
Teritoriul său se află inclus în prezent în raioanele: Dubăsari, Grigoriopol și Slobozia, inclusiv municipiul Tiraspol din Republica Moldova (Transnistria), și raioanele: Ananiev, Bârzula, Frunze, Ocna Roșie, Șîreaieve și Velîka Mîhailivka, parțial și raioanele: Ivanivka, Liubașivka și Razdelna din regiunea Odesa a Ucrainei.

## Populație
La recensământul populației din 1897, populația ținutului Tiraspol era de 240.145 de locuitori, dintre care:
| Grup etnic           | Populație | % Procentaj |
| -------------------- | --------- | ----------- |
| Maloruși (ucraineni) | 80.049    | 33,3%       |
| Moldoveni [români]   | 59.754    | 24,9%       |
| Velicoruși (ruși)    | 40.703    | 16,9%       |
| Evrei                | 23.811    | 9,9%        |
| Germani pontici      | 23.527    | 9,8%        |
| Bulgari              | 8.801     | 3,7%        |
| alții                | 3.500     |             |

## Diviziuni administrative

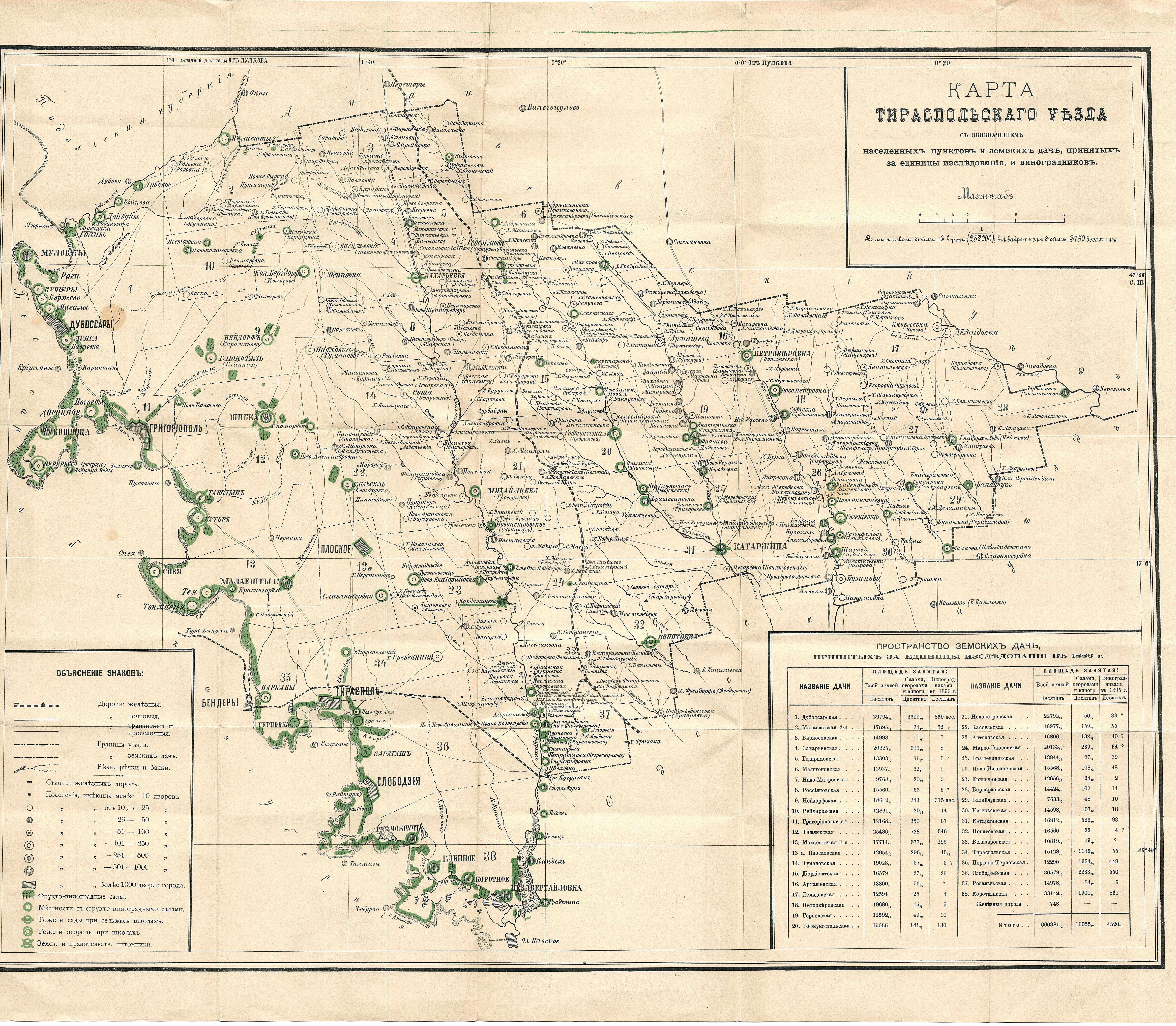
Harta localităților din ținut, 1886.

În anul 1913, Ținutul Tiraspol cuprindea 21 de voloste (ocoale):
- Volostul Catargina — satul Catargina (actualmente Cervonoznameanka)
- Volostul Corotna — satul Corotna
- Volostul Demidovka — satul Demidovka
- Volostul Dubău — satul Dubău
- Volostul Glikstal — colonia Glikstal (actualmente Hlinaia)
- Volostul Kassel — colonia Kassel (actualmente Velîkokomarivka)
- Volostul Konopleanoe — satul Konopleanoe
- Volostul Lunga — satul Lunga
- Volostul Maligonova — satul Maligonova
- Volostul Mălăiești — satul Mălăiești
- Volostul Mălăiești 2 — satul Mălăiești (2)
- Volostul Novo-Petrovsk (Grosulova, Grosu) — satul Mihailovka/Grosulova (actualmente Velîka Mîhailivka)
- Volostul Parcani — satul Parcani
- Volostul Petroverovka — satul Petroverovka
- Volostul Ploskaia — satul Ploskaia (actualmente Velîkoploske)
- Volostul Poneatovka — satul Poneatovka
- Volostul Rossianovka — satul Rossianovka
- Volostul Slobozia — satul Slobozia
- Volostul Tașlîc — satul Tașlîc
- Volostul Țebrikovo — satul Țebrikovo
- Volostul Zaharievka — orașul Zaharievka (actualmente Frunzivka)